# ТЕС Лос-Гуінчос
ТЕС Лос-Гуінчос – теплова електростанція на іспанському острові Ла-Пальма (Канарські острови).
Основне обладнання ставало до ладу кількома чергами, зокрема:
- в 1972, 1973 та 1975 роках ввели в дію три генераторні установки на основі двигунів внутрішнього згоряння потужністю по 4,32 МВт (отримали станційні номери Diesel 6 – 8);
- в 1980 році ввели в дію генераторну установку на основі двигуна внутрішнього згоряння потужністю 5,04 МВт (Diesel 9);
- в 1983 та 1995 роках запустили дві генераторні установки на основі двигуна двигунів внутрішнього згоряння потужністю по 7,52 МВт (Diesel 10 та 11);
- у 2001 та 2003 роках ввели в дію дві генераторні установки на основі двигунів внутрішнього згоряння потужністю по 12,3 МВт (Diesel 12 та 13);
- у 2004-му запустили встановлену на роботу у відкритому циклі мобільну газотурбінну установку потужністю 22 МВт;
- у 2006-му запустили дві генераторні установки на основі двигунів внутрішнього згоряння потужністю по 12,6 МВт (Diesel 14 та 15);
Таким чином, загальна потужність ТЕС досягнула 105,3 МВт, втім, цей показник характеризує брутто-потужність, тоді як нетто-потужність складала лише 96,4 МВт. 
Станція розрахована на споживання нафтопродуктів.
Розповсюдження електроенергії на Ла-Пальмі відбувається ппід напругою 66 кВ.